# Johann Nicolaus Niclas
Johann Nicolaus Niclas (* 5. April 1733 in Gräfenwarth; † 22. August 1808 in Lüneburg) war ein deutscher Klassischer Philologe und Büchersammler.

## Leben
Niclas studierte nach dem Schulbesuch in Saalburg, Schleiz und des Ruthenum in Gera ab 1753 an der Universität Göttingen, wo er von Johann Matthias Gesner gefördert wurde. 1760 wurde er Collaborator an der Klosterschule Ilfeld. 1770 wurde er Rektor der Michaelisschule in Lüneburg als Nachfolger des nach Weimar berufenen Johann Michael Heinze.
Niclas war ein Bibliophiler, der während seines Berufslebens in Lüneburg eine Privatbibliothek von mehr als 9000 Bänden zusammen trug. Diese verkaufte er 1790 unter dem Vorbehalt des lebenslangen Nießbrauchs für 2000 Taler an die Ritterakademie Lüneburg.
1806 kam er wegen seines abnehmenden Geisteszustandes unter Vormundschaft.